# Eugène Schaus

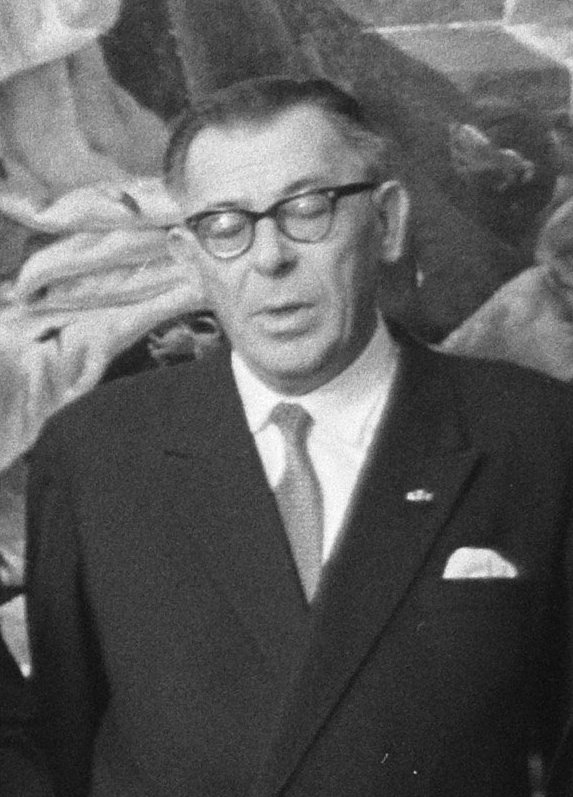
Eugène Schaus (1960)

Eugène Schaus (Gonderange, 12 mei 1901 - 29 maart 1978), was een Luxemburgs politicus.

## Achtergrond, opleiding en vroege carrière
Eugène Schaus' vader was een leraar, zijn grootvader was Philippe Schaus, directeur van de modefirma Louis Vuitton. Eugène Schaus studeerde rechten en schreef artikelen over de Europese Gemeenschap en het nationaal- en internationaal recht. Van 1952 tot 1954 was hij president van de balie van Luxemburg-Stad en Diekirch. Hij was ook docent rechten aan de Universiteit van Nancy. Van 1937 tot 1940 zat hij namens de Radicaal-Liberale Partij (PRL) in de Kamer van Afgevaardigden (Luxemburgs parlement).

## Politieke carrière
Eugène Schaus was in 1945 medeoprichter van de liberale Groupement Patriotique et Démocratique (GPD). Op 14 november 1945 werd hij minister van Binnenlandse Zaken en Oorlogsschade in de Regering van Nationale Unie. Op 1 maart 1947 werd hij tevens minister van Justitie. Hij bleef minister tot 3 juli 1953. Van 1952 tot 1955 was hij voorzitter van de GPD. Op 24 april 1955 was hij medeoprichter van de liberale Demokratesch Partei (Democratische Partij) en was tot 1959 haar eerste voorzitter.
Eugène Schaus was jarenlang lid van de Kamer van Afgevaardigden (Luxemburgs parlement) en ook een tijd vicevoorzitter van de Kamer van Afgevaardigden.

## vicepremier
Eugène Schaus keerde op 2 maart 1959 terug in de regering. Hij werd vicepremier, minister van Buitenlandse Zaken onder President van de Regering (dit wil zeggen premier) Pierre Werner (zie: Regering-Werner). Hij bleef vicepremier en minister tot 15 juli 1964, toen als gevolg van parlementsverkiezingen van 1964, de liberalen als coalitiepartner van de Chrëschtlech Sozial Vollekspartei (CSV) werden vervangen door de Lëtzebuerger Sozialistesch Aarbechterpartei (LSAP).
Van 6 februari 1969 tot 15 juni 1974 was Schaus nogmaals vicepremier. Daarnaast was hij ook minister van Justitie, Binnenlandse Zaken en het Leger.
Als minister was Schaus verantwoordelijk voor talrijke hervormingen. Hij zette zich in voor de gelijkberechting van mannen en vrouwen, modernisering van het Leger en het scheidings- en adoptierecht.

## Europees politicus
Eugène Schaus was altijd Europees georiënteerd. Hij was lid van het Europees Parlement en in het eerst halfjaar van 1961 en het eerste halfjaar van 1963 voorzitter van de Raad van de Europese Gemeenschappen.
Eugène Schaus overleed op 29 maart 1978.